# Шведска на Светском првенству у атлетици на отвореном 2022.
Шведска је на 18. Светском првенству у атлетици на отвореном 2022. одржаном у Јуџину  од 15. до 25. јула учествовала осаммнаести пут, односно учествовала је на свим првенствима до данас. Репрезентацију Шведске представљало 22 такмичара (11 мушкараца и 11 жена) који су се такмичили у 18 дисциплина (10 мушких и 8 женских).,
На овом првенству Шведска је по броју освојених медаља делила 16. место са 3 освојене медаље (1 златна и 2 бронзане).. У табели успешности према броју и пласману такмичара који су учествовали у финалним такмичењима (првих 8 такмичара) Шведска је са 6 учесника у финалу делила 14. место са 32 бода. 
| Плас. | Земља   | 1. место | 2. место | 3. место | 4. место | 5. место | 6. место | 7. место | 8. место | Бр. финал. | Бод. |
| ----- | ------- | -------- | -------- | -------- | -------- | -------- | -------- | -------- | -------- | ---------- | ---- |
| =14.  | Шведска | 1        | 0        | 2        | 1        | 1        | 1        | 0        | 0        | 6          | 32   |

## Учесници
| Мушкарци: - Андреас Крамер — 800 м - Давид Нилсон — Маратон - Карл Бергстром — 400 м препоне - Видар Јохансон — 3.000 метара препреке - Персеус Карлстром — Ходање 20 км, Ходање 35 км - Арманд Дуплантис — Скок мотком - Тобиас Монтлер — Скок удаљ - Данијел Стол — Бацање диска - Симон Петерсон — Бацање диска - Рагнар Карлсон — Бацање кладива - Маркус Нилсон — Десетобој | Жене: - Хана Хермансон — 1.500 м - Јоланда Нгарамбе — 1.500 м - Сара Лахти — 5.000 м - Хана Линдхолм — Маратон - Каролина Викстром — Маратон - Маја Нилсон — Скок увис - Лиса Гунарсон — Скок мотком - Кади Сагнија — Скок удаљ - Фани Рос — Бацање кугле - Акселина Јохансон — Бацање кугле - Грете Ахлберг — Бацање кладива |  |

## Освајачи медаља (3)

### злато (1)
- Арманд Дуплантис — Скок мотком

### бронза (2)
- Персевс Карлстром — 20 км ходање
- Персевс Карлстром — 35 км ходање

## Резултати

### Мушкарци
| Атлетичар         | Дисциплина       | Лични рекорд | Квалификације   | Квалификације | Полуфинале           | Полуфинале   | Финале                   | Финале            | Детаљи |
| Атлетичар         | Дисциплина       | Лични рекорд | Резултат        | Место         | Резултат             | Место        | Резултат                 | Место             | Детаљи |
| ----------------- | ---------------- | ------------ | --------------- | ------------- | -------------------- | ------------ | ------------------------ | ----------------- | ------ |
| Андреас Крамер    | 800 м            | 1:44,47 НР   | 1:45,77 кв      | 6. у гр. 5    | 1:46,71              | 6. у гр. 2   | Није се квалификовао     | 21 / 42 (45)      |        |
| Давид Нилсон      | Маратон          | 2:10:09      |                 |               |                      |              | Није завршио трку        | Није завршио трку |        |
| Карл Бергстром    | 400 м препоне    | 48,52        | 49,64 (.640) КВ | 3. у гр. 5    | 48,75                | 4. у гр. 2   | Нису се квалификовали    | 9 / 35 (37)       |        |
| Видар Јохансон    | 3.000 м препреке | 8:18,31      | 8:33,51 (.508)  | 10. у гр. 3   |                      |              | Нису се квалификовали    | 32 / 40 (41)      |        |
| Персевс Карлстром | 20 км ходање     | 1:18:07 НР   |                 |               |                      |              | 1:19:18 ЛРС              |                   |        |
| Персевс Карлстром | 35 км ходање     | 2:31:54 НР   | 2:23:44 НР, ЛР  |               |                      |              |                          |                   |        |
| Арманд Дуплантис  | Скок мотком      | 6,16 НР      | 5,75 КВ         | 2. у гр. А    |                      |              | 6,21 СР, ЕР, РСП, НР, ЛР |                   |        |
| Тобиас Монтлер    | Скок удаљ        | 8,27         | 8,09 кв         | 4. у гр. А    | 7,81                 | 11 / 29 (22) |                          |                   |        |
| Данијел Стол      | Бацање диска     | 71,86 НР     | 65,95 кв        | 3. у гр. Б    | 67,10                | 4 / 29 (30)  |                          |                   |        |
| Симон Петерсон    | Бацање диска     | 69,48        | 68,11 КВ, ЛРС   | 3. у гр. А    | 67,00                | 5 / 29 (30)  |                          |                   |        |
| Рагнар Карлсон    | Бацање кладива   | 77,00        | 73,45           | 11. у гр. Б   | Није се квалификовао | 20 / 28 (30) |                          |                   |        |

#### Десетобој
| Дисциплина    | Маркус Нилсон | Маркус Нилсон | Маркус Нилсон | Маркус Нилсон | Маркус Нилсон | Маркус Нилсон |
| Дисциплина    | Лич. рек.     | Резултат      | Бод.          | Плас.         | Укупно        | Плас.         |
| ------------- | ------------- | ------------- | ------------- | ------------- | ------------- | ------------- |
| 100 м         | 11,23         | 11,46         | 761           | 22.           | 761           | 22.           |
| Скок удаљ     | 7,30          | 5,90          | 565           | 22.           | 1.326         | 22.           |
| Бацање кугле  | 16,05         | НС            |               |               |               |               |
| Скок увис     | 2,02          | НС            |               |               |               |               |
| 400 м         | 49,54         | НС            |               |               |               |               |
| 110 м препоне | 14,53         |               |               |               |               |               |
| Бацање диска  | 48,43         |               |               |               |               |               |
| Скок мотком   | 5,10          |               |               |               |               |               |
| Бацање копља  | 65,33         |               |               |               |               |               |
| 1.500 м       | 4:18,01       |               |               |               |               |               |
| Десетобој     | 8.120         |               |               |               | НЗ            |               |

### Жене
| Атлетичарка       | Дисциплина     | Лични рекорд | Квалификације  | Квалификације | Полуфинале            | Полуфинале            | Финале                | Финале       | Детаљи |
| Атлетичарка       | Дисциплина     | Лични рекорд | Резултат       | Место         | Резултат              | Место                 | Резултат              | Место        | Детаљи |
| ----------------- | -------------- | ------------ | -------------- | ------------- | --------------------- | --------------------- | --------------------- | ------------ | ------ |
| Хана Хермансон    | 1.500 м        | 4:07,07      | 4:06,30 кв, ЛР | 9. у гр. 2    | 4:06,70               | 10. у гр. 1           | Није се квалификовала | 17 / 42      |        |
| Јоланда Нгарамбе  | 1.500 м        | 4:03,43      | 4:09,15        | 8. у гр. 1    | Није се квалификовала | Није се квалификовала | Није се квалификовала | 32 / 42      |        |
| Сара Лахти        | 5.000 м        | 15:04,87     | 14:53,07       | 10. у гр. 1   |                       |                       | Није се квалификовала | 22 / 35 (37) |        |
| Хана Линдхолм     | Маратон        | 2:28:59      |                |               |                       |                       | 2:32:08 ЛРС           | 24 / 32 (41) |        |
| Каролина Викстром | Маратон        | 2:26:42      | 2:32:24        | 25 / 32 (41)  |                       |                       |                       |              |        |
| Маја Нилсон       | Скок увис      | 1,96         | 1,90           | 6. у гр А     |                       |                       | Нису се квалификовале | 15 / 28 (29) |        |
| Лиса Гунарсон     | Скок мотком    | 4,65         | 4,35           | 9. у гр. Б    | 16 / 28 (30)          |                       | Нису се квалификовале |              |        |
| Кади Сагнија      | Скок удаљ      | 6,95         | 6,78 КВ        | 3. у гр. А    | 6,87                  | 6 / 25 (28)           |                       |              |        |
| Фани Рос          | Бацање кугле   | 19,34 НР     | 18,72 кв       | 5. у гр А     | 18,27                 | 11 / 29               |                       |              |        |
| Акселина Јохансон | Бацање кугле   | 18,39        | 18,57 кв       | 7. у гр Б     | 17,60                 | 12 / 29               |                       |              |        |
| Грете Ахлберг     | Бацање кладива | 69,63        | 70,87 кв, ЛР   | 6. у гр. А    | 70,11                 | 9 / 30                |                       |              |        |